# Milionia everetti
Milionia everetti là một loài bướm đêm trong họ Geometridae.